# Ханбалык
Ханбалык (среднемонг. ᠻᠠᠨᠪᠠᠯᠢᠺ) — название столицы империи Юань, современного Пекина. Китайское название города — Даду (кит. 大都, пиньинь Dàdū; великая столица), произносилось монголами как Дайду. Mонгольское и тюркское название города «Ханбалык» переводится как «Город хана». Марко Поло транскрибировал его как Камбалу.

## История

### Юаньская столица
До монгольского вторжения город под названием Чжунду служил столицей чжурчжэньской империи Цзинь. В 1215 году был взят и сожжён монголами, однако в 1264 году Хубилай решил отстроить его под собственную столицу. Строительством руководили архитекторы Лю Бинчжун и Амир ад-Дин. В тот же год началось возведение стен; строительство ханского дворца велось с 1274 года. План застройки города следовал классическим китайским конфуцианским канонам — «Чжоуским ритуалам» (周禮): по 9 вертикальных и горизонтальных осей; слева — поклонение предкам, справа — поклонение Небу и т. д.
После основания государства Юань в 1271 году Хубилай-хан переименовал город в Даду — «великую столицу» ставшую центром империи, хотя отдельные работы по строительству велись вплоть до 1293 года. Предыдущая резиденция великого хана, Шанду, приобрела статус летней. В обеих этих столицах за время своего пребывания в Китае подолгу бывал венецианский купец на службе у Хубилая Марко Поло.

### Демонголизация
В 1368 году Чжу Юаньчжан, вскоре после провозглашения себя первым императором государства Мин в Нанкине, отправился походом на Даду. Последний юаньский император, Тогон-Тэмур, бежал в Шанду, а Чжу Юаньчжан, заняв город, сравнял с землёй юаньские дворцы. Сам город был переименован в Бэйпин. (кит. упр. 北平, пиньинь Běipíng, букв. «Умиротворённый Север») Позднее, в период правления Юнлэ, третьего императора Мин, город был значительно расширен и переименован в Пекин, а в стенах юаньской столицы Даду возведён Запретный город. Остатки старых юаньских стен сохранились по сей день к северу от стен Мин; ныне они известны как Тучэн (кит. 土城, букв. земляная стена).

О, мой Дайду, служивший опорой всему монгольскому народу! 

Мой город, где я зимовал!… Мой дворец, построенный Хутухту, тростниковый дворец, в котором проводил лето хубилган Сэцэн-хан, Кибунг-Шаньду — всё отобрали китайцы! А мне, Ухагату-хану, осталось только скверное имя — заигрывавшего с китайцами.

Всем народом построенный яшмовый Дайду, где я жил в зимнее время, прекрасный мой Дайду отобран. Оставили мне, Ухагату-хану, только скверное имя — враждовавшего с китайцами.— Плач Тогон-Тэмура

## Дальнейшая история имени
Несмотря на официальное переименование города китайцами, название «Ханбалык» закрепилось среди монголов надолго после падения юаньской империи; так, перед вторжением в Китай правитель ойратов Эсэн-тайши обращался к монгольской знати со словами: 
«Заберём наш Ханбалык назад!».
От монголов название усвоили русские; в документах Московского царства часто фигурирует «Канбалык», как и в отчёте Фёдора Байкова о посольстве в империю Цин в 1650 году.